# 习岗镇
习岗镇，是中华人民共和国宁夏回族自治区銀川市贺兰县下辖的一个乡镇级行政单位。

## 行政区划
习岗镇下辖以下地区：
黎明村、经济桥村、桃林村、习岗村、德胜村、新胜村、和平村、新平村、五星村、沙渠村和红旗村。